# Feldflieger-Abteilung 4
Feldflieger-Abteilung Nr. 4, skrót FFA 4 – jednostka obserwacyjna i rozpoznawcza lotnictwa niemieckiego Luftstreitkräfte z początkowego okresu I wojny światowej.

## Informacje ogólne
W momencie wybuchu I wojny światowej z dniem 1 sierpnia 1914 roku jako jednostka pomocnicza 5 Armii Cesarstwa Niemieckiego została przydzielono do większej jednostki 1 Kompanii Batalionu Lotniczego Nr.4 (Metz).
Pierwszym dowódcą jednostki został kapitan Wilhelm Haehnelt. W początkowym okresie działalności jednostka była przydzielona do XIII Korpusu 5 Armii i stacjonowała na lotnisku w twierdzy Strasburgu, a wkrótce po rozpoczęciu działań wojennych została ulokowana w Nieder-Jeutz.
Jednostka w 1914 roku brała udział między innymi w następujących walkach:
- bitwa o Metz
- bitwa o Longwy – 21 – 27 sierpnia 1914
- walkach nad rzeką Mozą – 28 sierpnia – 1 września
- bitwa o Lille – 13 – 27 października
- walki pod Ypern – listopad

W grudniu 1914 roku została przeniesiona na front wschodni. Od 18 grudnia 1914 roku do 10 marca 1915 brała udział w walkach z Rosją nad Bzurą.
11 stycznia 1917 roku jednostka została przeformowana i zmieniona we Fliegerabteilung 4 (FA 4).
W jednostce służyli m.in. Alfred Schinzing, Hugo Sperrle, Georg Zeumer, Mac von Mulzer, Otto Fruhner.

## Dowódcy eskadry
| Stopień | Nazwisko         | Okres                   |
| ------- | ---------------- | ----------------------- |
| Kapitan | Wilhelm Haehnelt | 01.08.1914 – xx.xx.xxxx |